# Spodoptera recondita
Spodoptera recondita är en fjärilsart som beskrevs av Heinrich Benno Möschler 1890. Spodoptera recondita ingår i släktet Spodoptera och familjen nattflyn. Inga underarter finns listade i Catalogue of Life.